# SuperVallenato
SuperVallenato es el quinto trabajo discográfico del Binomio de Oro grabado por Codiscos y publicado el 7 de noviembre de 1979, que tuvo éxitos como Tú y el mar, De rodillas, Juro que te amo, Confesión, Así te quiero, Tu dueño, Luz Mery y Canto a mi tierra .

## Curiosidades
Para el año de 1979 Codiscos lanza al mercado la edición de El disco del año Volumen 11 dos de los sencillos del Binomio de Oro como lo fueron De rodillas y Confesión en la temporada decembrina.

## Canciones
1. Tu dueño (Rosendo Romero) 4:48
2. Así te quiero (Binomio de Oro) 3:51
3. De rodillas (Octavio Daza) 4:00
4. Linda Margarita (Lácides Redondo) 3:46
5. Tú y el mar (Tomás Darío Gutiérrez) 3:55
6. Confesión (Julio César Amador) 3:58
7. Canto a mi tierra (Binomio de Oro) 5:19
8. Luz Mery (Hernando Marín) 4:26
9. Juro que te amo (Euclides Gómez) 4:13
10. Serpentinas vallenatas (Alberto Murgas) 2:40